# MELODIES (山下達郎のアルバム)
『MELODIES』（メロディーズ）は、1983年6月8日に発売された山下達郎通算7作目のスタジオ・アルバム。

## 解説
オリジナル・アルバムとしては17か月ぶりとなる、アルファ・ムーン移籍第1弾アルバム。後にロング・ヒットとなる「クリスマス・イブ」が収録されていることでも知られている。
1983年2月、山下は30歳を迎えた。当時の音楽業界の流れとして、30歳を過ぎてなおヒットを出し続ける事は容易ではなく、落ち目になるのが当然という時代で、将来的な展望やヴィジョンを模索することがもはや困難になった。ただ、前年秋に担当ディレクターだった小杉理宇造が独立して立ち上げたレコード会社への移籍第1弾であり、所属ミュージシャン兼役員という立場上、現実的に数字を出さねばならなかった。「RIDE ON TIME」でブレイクし、『FOR YOU』でリゾート・ミュージックという受け取られ方ながら、商業的には成功した。しかし結局はここがピークで今後「浮き沈みの激しい音楽業界でそう何年も続けて活動していける筈が無い」というのが山下自身、そしてスタッフの一致した見解だった。「あと何年できるのか、いや、あと何年持たせなければならないか?」というところで「会社として軌道に乗せるために、あと5〜7年」とのやり取りがスタッフとの間で交わされたという。この時点でライブの動員成績は良かったものの、あくまでメインストリームにはなり得ない。先々を考えるとこれもあと3年もすれば頭打ちという予測に至った。ならば「これから先は自分のやりたい事をやろうと。ともかくこの頃は元に戻りたいというか、シュガー・ベイブに戻りたかった。要するに『流行りものじゃない音楽』がやりたかった。自分の中のオタク願望を実現させたかったというか、自分が思春期に憧れていたものとか、そういう音楽をやりたかったんだ」「ここから2〜3年でダーッと売るだけ売って、パっと散るという道もあったけど、それはミュージシャンとしての僕が許さなかった。もちろん僕はムーン・レコードの役員で、なおかつ稼ぎ頭だったから、自分のわがままを押し通すわけにはいかなかったけど、ともかく自分のやりたいことをやろう、と」「30歳でレコード会社を移籍するというのはすごくリスクの大きい事だった。でも僕としては83年まで生き残れてた事自体がすごくラッキーだと思ってた。最後にひと花咲かせたというか。で、たぶんあと5年ぐらいしか活動できないと思ってた。実際の話、ムーン・レコードには制作部長というポストは92年までなかったの。それは僕のために残してあった。当時の予定としては、90年に武道館でさよならコンサートをやって、その後、制作部長のポストに就くことになってたんだ」と、当時の様子を語っている。
この頃、ミュージシャン、スタジオ、マネージメントといった、レコーディングを取り巻く環境は数年前とは見違えるほど改善されていた。この上さらに何か向上させられるものはないかと考えた時、初めて歌詞の部分に思いが及んだ。それまでは、言葉よりも音にウエイトを置いた、いわゆるサウンド志向の作品を作り続けていた。決して歌詞をぞんざいにしていたわけではなく、自分の作る音楽が本来は英語で歌われるべきメロディー構造だったため、どうしても言葉の数に制限が出たり、言葉の選択に窮屈さを感じてしまい、その結果、フォークソングや歌謡曲といった、言葉重視の音楽に比べると詞が弱いという評価を受けていた。そんな窮屈な中でも、自分なりの歌世界が作れないか。職業作詞家のような作詞術は持ち合わせていなくても自分の言葉で歌を作ることは、この先音楽を続けていく上で、とても重要なことに思えた。作品に自分のものの考え方、いわば思想信条といったものを、もっと投影させてみたいと願った結果が、作詞をできる限り自分で手掛けようという選択につながって行った。その背景には「僕は70年安保の政治的な時代に多感な10代を過ごした世代だし、サブカルチャーから出てきた人間として、どうしても歌に自分の言葉で自分の思想を込めたいという願望に駆られたんだ」という側面もあったという。本作では『FOR YOU』のアウト・テイク「BLUE MIDNIGHT」とグレン・キャンベルのカヴァー「GUESS I'M DUMB」以外は山下の作詞で、これ以降作詞も重要なファクターとなっていく。このアルバムの歌詞の世界観について山下は「どっちにしろ職業作詞家じゃないから、ある程度限定された世界でいいし。この時は初めてまとめて歌詞を書くという事で、どうせなら歌詞のテーマを重複させようと思った。このアルバムは“MELODIES AND MEMORIES”というようなノスタルジックなイメージがテーマで、歌詞は全てリアルタイムの事じゃなくて、思い出というか、イリュージョンというか、そういうものに基づいている。僕が自分で歌詞を書く上で持ち続けているテーマは、都市生活者の抱く疎外感というようなものなんだけど、そういうものと男のやくざな感性というか、ロマンティシズム、あるいはレイ・ブラッドベリ的なイリュージョンというものでやろうと思ったんだ」と語っている。
後に『MELODIES 30th Anniversary Edition』の曲目解説で山下は、本作の発売当初は夏っぽくない、『FOR YOU』のような開放感に欠ける、といった類の批判もかなり受けたが、確信犯的行動だったので、全く気にならなかった。その後も活動を続けられるのは、本作での路線変更のおかげだと書いている。
アナログ盤はゲートフォールド仕様。尚、ジャケット裏は当初、誤って予定していたものとは別の写真が使われていたため、CD再発に際し、本来使用するはずだった写真に差し替えられた。

## チャート成績
発売後、オリコンチャートで初登場1位を獲得。翌週には松田聖子『ユートピア』が1位になったものの、その翌週には再び1位となった。結局、本作は前作『FOR YOU』の売り上げを上回る成績を残した。
1992年にリマスター盤として再発された際、オリコンでは1992年11月23日付と30日付の2週にわたってオリジナル盤とは別に集計されていたが、1992年12月7日付のチャートにおいてオリジナル盤と合算して集計された（2週分の累計売上は合算されず）。このような現象は同時期に再発された竹内まりや『REQUEST』でもみられた。

## 収録曲

### SIDE A
1. 悲しみのJODY (She Was Crying)  –  (3'50")
  - words & music by Tatsuro Yamashita
  - 山下にとって久しぶりの8ビート・ミュージック。一人多重演奏でレコーディングされているのは、こういったタイプの曲調はスタジオ・ミュージシャンの演奏では個性的なサウンドにならないからだという。ベースになっているのは、1982年から1年間、TBSラジオで放送された『サウンズ・ウィズ・コーク』のパーソナリティーを務めた際、そのテーマ曲として制作したインストゥルメンタルの楽曲である。サブタイトルになっている「She Was Crying」には「Sounds With Coke」へのオマージュという思いが込められており、夏の終わりのロスト・ラブというレトロな詞のテーマは、リゾート・ミュージックからの脱皮を試みるという意図からのもの。翌年、映画のサウンドトラック『BIG WAVE』[注釈 4]に英語詞の「JODY」が収録された。なお、フェードアウト直前での、バスドラムの6連打は、山下のフェイバリット・ドラマーの一人、ハル・ブレインからの影響。後に日産自動車「9代目スカイライン」CMソングに使われた。また、福岡のローカルスーパー「サニー」の創業20周年用にも提供され、当時店内やラジオCMで最後に“You Are My Sunny”と本人の一人多重コーラスが追加されたヴァージョンが流された。2012年にはオールタイム・ベスト『OPUS 〜ALL TIME BEST 1975-2012〜』[注釈 5]にも収録された。
2. 高気圧ガール  –  (4'20")
  - words & music by Tatsuro Yamashita
  - ANA沖縄キャンペーンソングとして、アルバムに先駆けシングル・カットされた[注釈 6]。タイトルは山下とも親交があったコピーライターの眞木準が制作したCMコピーがそのまま使われた。本作には当初、イントロをアカペラだけでスタートし、アカペラとパーカッションでフェイド・アウトするアルバム・ヴァージョンが収録される予定だったが、曲の仕上がりが思ったより重たい感じになってしまったとの理由でシングルと同じテイクが収録された。途中に入る高気圧の溜息は竹内まりや。この曲も『OPUS』[注釈 5]に収録された。
3. 夜翔 (Night-Fly)  –  (4'22")
  - words & music by Tatsuro Yamashita
  - 「東京に住んでいると、夜にサイレンの音が聞こえる事がよくあるが、あれがイメージになっている」と語っている。「Night-Fly」というタイトルが気に入っていたが、ドナルド・フェイゲンが前年にアルバム『The Nightfly』をリリースしたため、真似をしたと言われないように「夜翔」と付けた、という。
4. GUESS I'M DUMB  –  (3'11")
  - words by Russ Titelman, music by Brian Wilson
  - ブライアン・ウィルソン作曲・プロデュース、ラス・タイトルマン作詞で1965年6月にリリースされたグレン・キャンベルのシングル曲のカヴァー。1965年2月以降、ビーチ・ボーイズのツアーへの参加をやめたブライアンが、自分の代わりにベーシストとして1か月ほどツアーに参加したグレンのために書き下ろした。この曲も「悲しみのJODY」と同じ理由で、ホーンとストリングス、ベース以外は一人多重演奏となっている。この曲は次作『BIG WAVE』にも収録された。なお、アナログ盤の歌詞カードではタイトルマンの綴りが誤って“Tietleman”となっていたが、『MELODIES 30th Anniversary Edition』にて“Titelman”と訂正された。
5. ひととき  –  (3'59")
  - words & music by Tatsuro Yamashita
  - 曲のイメージは「トム・ラッシュのような感じを出したかった。つまり、グリニッジ・ヴィレッジのフォーク周辺の感じ。それと、バート・バカラックあたりを足した感じ」というが、作詞した8曲中最後まで残り、最も悩んだ曲だと語っている。

### SIDE B
1. メリー・ゴー・ラウンド  –  (6'17")
  - words & music by Tatsuro Yamashita
  - この曲や「あしおと」などは、ドラム、ベース、山下のキーボードという3人でベーシック・トラックが作られ、それにギターやパーカッション、多重コーラスを加えて完成させるという方式でレコーディングされていた。この時代、アルバムに必ず収録されていたファンク路線の曲も自分で歌詞を書くとレイ・ブラッドベリ的な世界という内容になり、本作中、詞に関して最も気に入っている作品だという。詞は恋人と二人で夜中に遊園地に忍び込んでいくというイメージで、途中に出てくる「色褪せた水玉のベンチ」は、後楽園ゆうえんちに実際にあったものがモチーフになっている。レコーディング当初、間奏にはサックスやギターのソロを入れようと試したがどれも今ひとつしっくりこなかったため、コーラスのみで仕上げられた。当初、スタッフには曲中のカウベルを模したボイスパーカッションが極めて不評だったという。ライブ・アルバム『JOY –TATSURO YAMASHITA LIVE–』[注釈 7]にライブ・ヴァージョンが収録された。
2. BLUE MIDNIGHT  –  (4'14")
  - words by Minako Yoshida, music by Tatsuro Yamashita
  - 『FOR YOU』[注釈 2]レコーディング時のアウト・テイク。収録に際しストリングスがダビングされている。この曲のみ、吉田美奈子が作詞を手がけている。
3. あしおと  –  (3'53")
  - words & music by Tatsuro Yamashita
  - 『FOR YOU』[注釈 2]の時に完成していたが、歌入れされていなかった曲。山下自身、気の弱い男の片想いの歌は大好きで、この曲は盛り場のストリート・サイドにある花屋の店員が主人公という設定のシカゴ・ソウル風味の作品。いつも夕暮れ時に店の前を通り過ぎる会社帰りのOLへの淡い恋心の歌。
4. 黙想  –  (1'33")
  - 「今回のアルバムは“プロデューサー山下達郎”が“シンガーソングライター山下達郎”に命じて作らせた作品だと思っている。そこで、シンガーソングライターの作品には弾き語りが一曲は必要なんじゃないかと考えた」と語っている。次曲「クリスマス・イブ」への序章として考えたという。
5. クリスマス・イブ  –  (4'13")
  - 『MELODIES 30th Anniversary Edition』の曲目解説で山下は、この曲を作った時には、30年後にどうなっていて何を語ろうかなど考えられるはずもない。バロック調のコード進行に合致させるという発想から、歌詞のテーマがクリスマスになったもので、別にクリスマス・ソングで当ててやろうとか、そういう下心がもとよりあるはずもなく、今となってみれば逆にそれが良かったのかとも思えるという。この曲も『OPUS』[注釈 5]に収録された。

## クレジット

### 悲しみのJODY (She Was Crying)
| Tatsuro Yamashita |  | - Drums, Bass, E Guitar, - A Guitar, 12 strings Guitar, - E Piano, A Piano, Vibe, - Hammond Organ, Percussion, - Background Vocals |
| Daisuke Inoue     |  | Tenor Sax Solo |

### 高気圧ガール
| Tatsuro Yamashita          |  | E Guitar, Background Vocals                                   |
| Jun Aoyama                 |  | Drums                                                         |
| Kohki Itoh                 |  | Bass                                                          |
| Hiroyuki Namba             |  | E Piano & A Piano                                             |
| Satoshi Nakamura           |  | OBX-a                                                         |
| Motoya Hamaguchi           |  | Percussion                                                    |
| Hidefumi Toki              |  | A Sax                                                         |
| Keiko Yamakawa             |  | Harp                                                          |
| - Kokiatsu-Girls - & a Boy |  | - Mariya Takeuchi - Kumi Sano - Manaho Mori - Kazuhito Murata |

### 夜翔 (Night-Fly)
| Tatsuro Yamashita  |  | - E Guitar, Percussion, - Glocken |
| Jun Aoyama         |  | Drums                             |
| Kohki Itoh         |  | Bass                              |
| Hiroshi Satoh      |  | E Piano, A Piano                  |
| Motoya Hamaguchi   |  | Percussion                        |
| Keiko Yamakawa     |  | Harp                              |
| Hidefumi Toki      |  | A Sax                             |
|                    |  |                                   |
| Susumu Kazuhara    |  | Trumpet                           |
| Masahiro Kobayashi |  | Trumpet                           |
| Shigeharu Mukai    |  | Trombone                          |
| Tadanori Konakawa  |  | Trombone                          |
| Takeru Muraoka     |  | T Sax                             |
| Shunzo Sunahara    |  | B Sax                             |
| Ohno Group         |  | Strings                           |

### GUESS I'M DUMB
| Tatsuro Yamashita  |  | - A Guitar, E Guitar, A Piano, - E Piano, Drums, Percussion, - Vibe, Timpani, Background Vocals |
| Kohki Itoh         |  | Bass                                                                                            |
|                    |  |                                                                                                 |
| Susumu Kazuhara    |  | Trumpet                                                                                         |
| Masahiro Kobayashi |  | Trumpet                                                                                         |
| Shigeharu Mukai    |  | Trombone                                                                                        |
| Tadanori Konakawa  |  | Trombone                                                                                        |
| Takeru Muraoka     |  | T Sax                                                                                           |
| Shunzo Sunahara    |  | B Sax                                                                                           |
| Ohno Group         |  | Strings                                                                                         |

### ひととき
| Tatsuro Yamashita |  | - E Guitar, E Piano, - Bass, Percussion, - Background Vocals |
| Jun Aoyama        |  | Drums                                                        |
| Motoya Hamaguchi  |  | Percussion                                                   |

### メリー・ゴー・ラウンド
| Tatsuro Yamashita |  | - E Guitar, Celesta, - E Piano, Percussion, - Background Vocals |
| Jun Aoyama        |  | Drums, Percussion                                               |
| Kohki Itoh        |  | Bass                                                            |
| Satoshi Nakamura  |  | OBX-a                                                           |

### BLUE MIDNIGHT
| Tatsuro Yamashita |  | - E Sitar, Vibe, - Background Vocals |
| Yuichi Togashiki  |  | Drums                                |
| Akira Okazawa     |  | Bass                                 |
| Hiroshi Satoh     |  | A Piano, E Piano                     |
| Keiko Yamakawa    |  | Harp                                 |
| Tsunehide Matsuki |  | E Guitar                             |
| Hidefumi Toki     |  | A Sax                                |
| Ohno Group        |  | Strings                              |

### あしおと
| Tatsuro Yamashita |  | - E Guitar, E Piano, - Percussion, - Background Vocals |
| Jun Aoyama        |  | Drums                                                  |
| Kohki Itoh        |  | Bass                                                   |
| Motoya Hamaguchi  |  | Percussion                                             |
| Hiroyuki Namba    |  | Hammond Organ                                          |

### 黙想
| Tatsuro Yamashita |  | - A Piano, Echoes, - Background Vocals |

### クリスマス・イブ
| Tatsuro Yamashita |  | - E Guitar, Percussion, - Background Vocals |
| Jun Aoyama        |  | Drums                                       |
| Kohki Itoh        |  | Bass                                        |
| Hiroyuki Namba    |  | A Piano, E Piano                            |
| Satoshi Nakamura  |  | OBX-a                                       |

### クレジット
| - PRODUCED and ARRANGED by - TATSURO YAMASHITA for Smile Co. |
|                                                              |
| Mixed and Remixed by Tamotsu Yoshida                         |
| Associate Producer : Nobumasa Uchida                         |
| Assistant Engineer : Masato Ohmori                           |
|                                                              |
| Recorded at CBS/SONY Roppongi Studio A & B                   |
| Re-mixed at CBS/SONY Roppongi Studio B                       |

| Mastering Studio | : | - CBS/SONY Shinanomachi - Mastering Studio |

| Disc Mastering Engineer : Teppei Kasai |
|                                        |
| Management Office : Wild Honey         |

| Assistant Management | : | - Kentaro Hattori - Masayuki Matsumoto - & Kimmy Satoh |

| Copyright Management : Kenichi Nomura   |
| Masterrights Owned by Smile Co.         |
|                                         |
| Exective Producer : Ryuzo“Junior”Kosugi |
|                                         |
| Art Direction : Hiroshi Takahara        |

| Design | : | - Hiroshi Takahara, Akira Utsumi, - Mayumi Oka |

| Photographer : Kaoru Ijima                     |
| Inner sleeve illustration : Midori Murakami    |
| Lettering : Tadashi Yokoshi                    |
|                                                |
| Hiroshi Satoh by the courtesy of ALFA Records  |
| Hiroyuki Namba by the courtesy of RCA Records  |
| Daisuke Inoue by the courtesy of JAPAN Records |

## 38XM-1
CD商用化直後の1983年に発売された初回盤。

### 収録曲
1. 悲しみのJODY (She Was Cring)  –  (3'52")
2. 高気圧ガール  –  (4'22")
3. 夜翔 (Night-Fly)  –  (4'25")
4. GUESS I'M DUMB  –  (3'13")
5. ひととき  –  (4'02")
6. メリー・ゴー・ラウンド  –  (6'20")
7. BLUE MIDNIGHT  –  (4'17")
8. あしおと  –  (3'55")
9. 黙想  –  (1'33")
10. クリスマス・イブ  –  (4'15")

## 32XM-27
1986年にリリースされた価格変更に伴う品番改定による再発盤。1990年、同一品番にてリマスタリングが行われた。

### 収録曲
1. 悲しみのJODY (She Was Cring)  –  (3'52")
2. 高気圧ガール  –  (4'22")
3. 夜翔 (Night-Fly)  –  (4'25")
4. GUESS I'M DUMB  –  (3'13")
5. ひととき  –  (4'02")
6. メリー・ゴー・ラウンド  –  (6'20")
7. BLUE MIDNIGHT  –  (4'17")
8. あしおと  –  (3'55")
9. 黙想  –  (1'33")
10. クリスマス・イブ  –  (4'15")

## AMCM-4150

### 収録曲
1. 悲しみのJODY (She Was Cring)  –  (3'52")
2. 高気圧ガール  –  (4'22")
3. 夜翔 (Night-Fly)  –  (4'25")
4. GUESS I'M DUMB  –  (3'13")
5. ひととき  –  (4'02")
6. メリー・ゴー・ラウンド  –  (6'20")
7. BLUE MIDNIGHT  –  (4'17")
8. あしおと  –  (3'55")
9. 黙想  –  (1'33")
10. クリスマス・イブ  –  (4'15")

## WPCV-10020

### 収録曲
1. 悲しみのJODY (She Was Cring)  –  (3'50")[3]
2. 高気圧ガール  –  (4'20")[3]
3. 夜翔 (Night-Fly)  –  (4'23")[3]
4. GUESS I'M DUMB  –  (3'12")[3]
5. ひととき  –  (4'00")[3]
6. メリー・ゴー・ラウンド  –  (6'18")[3]
7. BLUE MIDNIGHT  –  (4'15")[3]
8. あしおと  –  (3'54")[3]
9. 黙想  –  (1'30")[3]
10. クリスマス・イブ  –  (4'15")[3]

## TATSURO YAMASHITA MOON VINYL COLLECTION

### 解説
2025年3月30日、山下達郎のデビュー50周年を記念して、1983年から1993年にかけて発売されたMOONレーベルのアルバム6作品が、5月から11月にかけてアナログ盤とカセットにて完全生産限定で再発売されることが発表された。
このたびラインナップされたのは『MELODIES』、『BIG WAVE』、『POCKET MUSIC』、『僕の中の少年』、『ARTISAN』、『SEASON'S GREETINGS』の6作品。2023年には1976年から1982年にかけてRCA/AIRレーベルで発売された初期8作品が「RCA/AIR YEARS VINYL COLLECTION」として発売されており、今回の6作品はそれに次ぐシリーズとなる。

### パッケージ、アートワーク
オリジナル・アナログ盤に封入の、イラストが掲載されたレコード中袋を復刻同封。ジャケットもオリジナル・アナログ盤同様、ダブルジャケット仕様。内側に記載されている歌詞は、1983年リリース時のオリジナルをもとにリデザインされたものとなっている。その他、2013年にリリースの『MELODIES 30th Anniversary Edition』に収載された書き下ろしの解説と曲目解説を加筆訂正したライナーノーツを新規封入。なお、「GUESS I'M DUMB」でのラス・タイトルマンの綴りが、ジャケットではオリジナル盤での“Russ Tietleman”のままとなっているが、新規ライナーノーツのクレジットでは正しい綴りの“Russ Titelman”となっている。その他、2013年リリースの『MELODIES 30th Anniversary Edition』に収載された書き下ろしの“解説と曲目解説”を補筆改定にて再掲したライナーノーツを新規封入。リマスタリング・エンジニアはワーナーミュージック・マスタリングの菊地功、カッティングは同じくワーナーミュージック・マスタリングの加藤拓也がそれぞれ担当。“TATSURO YAMASHITA RCA/AIR YEARS Vinyl Collection”でカッティング・エンジニアを務めたワーナーミュージック・マスタリングの北村勝敏は、カッティング・アドバイザーとしてクレジットされている。

### プロモーション、マーケティング
山下達郎の活動50周年を記念したアナログ盤とカセットでの再発シリーズ“TATSURO YAMASHITA MOON VINYL COLLECTION”の第1弾、『MELODIES』が発売された5月21日、山下自身の編集によるノンストップ・ミックスを使用したティザー映像がワーナーミュージック・ジャパンの公式YouTubeチャンネルで公開された。本作『MELODIES』からは「高気圧ガール」が選ばれている。
アナログ盤およびカセットの先着購入者特典として、TOWER RECORDS全店（オンライン含む/一部店舗除く）：ジャケット絵柄カードサイズカレンダー、HMV全店（HMV&BOOKS Online含む/一部店舗除く）：ジャケット絵柄7インチサイズステッカー、Amazon.co.jp：ジャケット絵柄メガジャケ、楽天ブックス：ジャケット絵柄アクリルキーホルダー、セブンネットショッピング：ジャケット絵柄アクリルコースター、応援店 (その他の販売店)：ジャケット絵柄ポストカード、がそれぞれ付けられた。また、応募抽選特典として、アナログ盤を全6タイトル購入者に、抽選で「豪華アナログ盤収納ケース」、カセットを全6タイトル購入者に、抽選で「豪華カセット収納ケース」がそれぞれプレゼントされることが発表された。

### チャート成績
2025年6月2日付「オリコン週間アルバムランキング」で7位にランクインを記録した。

### 収録曲

#### SIDE A
1. 悲しみのJODY (She Was Cring)
2. 高気圧ガール
3. 夜翔 (Night-Fly)
4. GUESS I'M DUMB
5. ひととき

#### SIDE B
1. メリー・ゴー・ラウンド
2. BLUE MIDNIGHT
3. あしおと
4. 黙想
5. クリスマス・イブ

### クレジット
| [Side A] |
| 01. 悲しみのJODY (She Was Crying) Words & Music by Tatsuro Yamashita (3'52") |
| Tatsuro Yamashita : Drums, Bass, Electric Guitar, Acoustic Guitar, 12strings Guitar, Electric Piano, Acoustic Piano, Vibe, Hammond Organ, Percussion & Background Vocals / Daisuke Inoue : Tenor Sax Solo ©1983 by Smile Publishers Inc. |
| |
| 02. 高気圧ガール Words & Music by Tatsuro Yamashita (4'22") |
| Tatsuro Yamashita : Electric Guitar, Percussion & Background Vocals / Jun Aoyama : Drums / Kohki Itoh : Bass / Hiroyuki Namba : Electric Piano & Acoustic Piano / Satoshi Nakamura : OBX-a Synth. / Motoya Hamaguchi : Percussion / Hidefumi Toki : Alto Sax / Keiko Yamakawa : Harp / Kokiatsu-Girls & A Boy : Mariya Takeuchi, Kumi Sano, Manaho Mori & Kazuhito Murata ©1983 by Smile Publishers Inc.                                                                                             |
| |
| 03. 夜翔 (Night-Fly) Words & Music by Tatsuro Yamashita (4'25") |
| Tatsuro Yamashita : Electric Guitar, Percussion & Glocken / Jun Aoyama : Drums / Kohki Itoh : Bass / Hiroshi Satoh : Electric Piano & Acoustic Piano / Motoya Hamaguchi : Percussion / Keiko Yamakawa : Harp / Hidefumi Toki : Alto Sax Solo / Susumu Kazuhara : Trumpet / Masahiro Kobayashi : Trumpet / Shigeharu Mukai : Trombone / Tadanori Konakawa : Trombone / Takeru Muraoka : Tenor Sax / Shunzo Sunahara : Baritone Sax / Tadaaki Ohno Group : Strings ©1983 by TENDERBERRY & HARVEST INC. |
| |
| 04. GUESS I'M DUMB Words by Russ Titelman, Music by Brian Wilson (3'13") |
| Tatsuro Yamashita : Drums, Acoustic Guitar, Electric Guitar, Acoustic Piano, Electric Piano, Vibe, Timpani, Percussion & Background Vocals / Kohki Itoh : Bass / Susumu Kazuhara : Trumpet / Masahiro Kobayashi : Trumpet / Shigeharu Mukai : Trombone / Tadanori Konakawa : Trombone / Takeru Muraoka : Tenor Sax / Shunzo Sunahara : Baritone Sax / Tadaaki Ohno Group : Strings ©1965 by New Executive Music Assigned for Japan to Taiyo Music, Inc.                                              |
| |
| 05. ひととき Words & Music by Tatsuro Yamashita (4'02") |
| Tatsuro Yamashita : Electric Guitar, Acoustic Guitar, Electric Piano, Synth Bass, Percussion, & Background Vocals / Jun Aoyama : Drums / Motoya Hamaguchi : Percussion ©1983 by Smile Publishers Inc. |
| |
| [Side B] |
| 01. メリー・ゴー・ラウンド Words & Music by Tatsuro Yamashita (6'20") |
| Tatsuro Yamashita : Electric Guitar, Electric Piano, Celesta, Percussion & Background Vocals / Jun Aoyama : Drums / Kohki Itoh : Bass / Satoshi Nakamura : OBX-a Synth ©1983 by Smile Publishers Inc. |
| |
| 02. BLUE MIDNIGHT Words by Minako Yoshida, Music by Tatsuro Yamashita (4'17") |
| Tatsuro Yamashita : Electric Sitar, Vibe & Background Vocals / Yuichi Togashiki : Drums / Akira Okazawa : Bass / Tsunehide Matsuki : Electric Guitar / Hiroshi Satoh : Acoustic Piano & Electric Piano / Keiko Yamakawa : Harp / Hidefumi Toki : Alto Sax / Tadaaki Ohno Group : Strings ©1983 by Smile Publishers Inc. |
| |
| 03. あしおと Words & Music by Tatsuro Yamashita (3'55") |
| Tatsuro Yamashita : Electric Guitar, Electric Piano, Percussion & Background Vocals / Jun Aoyama : Drums / Kohki Itoh : Bass / Hiroyuki Namba : Hammond Organ / Motoya Hamaguchi : Percussion ©1983 by Smile Publishers Inc. |
| |
| 04. 黙想 Words & Music by Tatsuro Yamashita (1'33") |
| Tatsuro Yamashita : Acoustic Piano, Echoes & Background Vocals ©1983 by Smile Publishers Inc. |
| |
| 05. クリスマス・イブ Words & Music by Tatsuro Yamashita (4'15") |
| Tatsuro Yamashita : Electric Guitar, Percussion, Tubular Bells & Background Vocals / Jun Aoyama : Drums / Kohki Itoh : Bass / Hiroyuki Namba : Acoustic Piano & Electric Piano / Satoshi Nakamura : OBX-a Synth ©1983 by Smile Publishers Inc. |
| |
| Originally Released on 1983/6/8 (MOON-28008) |
| |

| [Original 1983 Edition]                                                    |
| PRODUCED and ARRANGED by TATSURO YAMASHITA                                 |
| Exective Producer : Ryuzo“Junior”Kosugi                                    |
| Associate Producer : Nobumasa Uchida                                       |
|                                                                            |
| Recording & Mixdown Engineer : Tamotsu Yoshida                             |
| Assistant Engineer : Masato Ohmori                                         |
| Recorded at CBS/SONY Roppongi Studio A & B                                 |
| Mixed at CBS/SONY Roppongi Studio B                                        |
|                                                                            |
| Art Direction & Design : Hiroshi Takahara                                  |
| Photograph : Kaoru Ijima                                                   |
| Inner Sleeve Illustration : Midori Murakami                                |
| Lettering : Tadashi Yokoshi                                                |
|                                                                            |
| Special thanks to Koichi Arimura for his authority                         |
|                                                                            |
| [2025 Edition]                                                             |
| - PRODUCED and ARRANGED by TATSURO YAMASHITA - for Tenderberry & Harvest   |
| Executive Producer : Shusui Kosugi                                         |
|                                                                            |
| Remastering Engineer : Isao Kikuchi (Warner Music Mastering)               |
| Vinyl Cutting Engineer : Takuya Kato (Warner Music Mastering)              |
| Vinyl Cutting Advisor : Katsutoshi Kitamura (Warner Music Mastering)       |
|                                                                            |
| Reissue Design : Shusaku Harima (Artisan Artwork)                          |
|                                                                            |
| A & R : Seiichi Inoue & Atushi Aoki (WMJ)                                  |
| Artist Management : Masako Niimura & Miyuki Ohno (Smile Company)           |
| Assistant Management : Yu Tanzawa & Naoto Ukai (Smile Company)             |
|                                                                            |
| - Daisuke Inoue by the courtesy of - TOKUMA JAPAN COMMUNICATIONS CO., LTD. |
| Hiroyuki Namba by the courtesy of Sony Music Labels Inc.                   |
| Hiroshi Satoh by the courtesy of ALFA MUSIC, INC.                          |

## リリース履歴
| #  | 発売日         | リリース                  | 規格 | 品番          | 備考 |
| -- | -------------- | ------------------------- | ---- | ------------- | --- |
| 1  | 1983年6月8日   | MOON ⁄ ALFA MOON          | LP   | MOON-28008    | - ジャケットはゲートフォールド仕様。 - セカンド・プレス以降、鈴木英人イラストと「1983アドリブ誌選出ベストレコード受賞」と「日本レコード大賞アルバム賞」が入った被せ帯仕様にて期間限定リリースされた。                                           |
| 2  | 1983年6月8日   | MOON ⁄ ALFA MOON          | CT   | MOCT-28008    | カセット同時発売。アナログLPと同内容。 |
| 3  | 1983年11月28日 | MOON ⁄ ALFA MOON          | CD   | 38XM-1        | 初CD化。 |
| 4  | 1986年12月21日 | MOON ⁄ ALFA MOON          | CD   | 32XM-27       | 価格変更に伴う品番改定による再発。 |
| 5  | 1990年12月     | MOON ⁄ MMG                | CD   | 32XM-27       | - 同一品番によるアルファ・ムーン盤の再発（リマスター盤）。 - '90年と'91に「“クリスマス・エクスプレス”イメージソング『クリスマス・イブ』収録」のシールが貼られる。                                                                               |
| 6  | 1992年11月10日 | MOON ⁄ MMG                | CD   | AMCM-4150     | 品番改定によるエム・エム・ジー盤の再発（リマスター盤）。 |
| 7  | 1992年11月10日 | MOON ⁄ MMG                | CT   | AMTM-4150     | 「'92 JR東海 “クリスマス・エクスプレス”イメージソング「クリスマス・イブ」収録」のシールが貼られる。 |
| 8  | 1999年6月2日   | MOON ⁄ WARNER MUSIC JAPAN | CD   | WPCV-10020    | 品番改定によるエム・エム・ジー盤（1992年盤）の再発。 |
| 9  | 2013年8月28日  | MOON ⁄ WARNER MUSIC JAPAN | CD   | WPCL-11539    | - 『MELODIES 30th Anniversary Edition』 - 2013年リマスター+ボーナス・トラックの計15曲収録。 |
| 10 | 2013年10月20日 | MOON ⁄ WARNER MUSIC JAPAN | 2LP  | WPJL-10009/10 | - 『MELODIES 30th Anniversary Edition』 - 2013年リマスター音源をディスク2枚に分けて4面に収録した、重量盤180g仕様の2枚組LP。 |
| 11 | 2025年5月21日  | MOON ⁄ WARNER MUSIC JAPAN | LP   | WPJL-10258    | - 【TATSURO YAMASHITA MOON VINYL COLLECTION】 - 2025年ヴァイナル・カッティング、180g重量盤による完全生産限定。山下達郎自身によるライナー付き。アナログ盤全6タイトル購入者応募抽選特典「豪華アナログ盤収納ケース」抽選応募用シリアルコード封入。 |
| 12 | 2025年5月21日  | MOON ⁄ WARNER MUSIC JAPAN | CT   | WPTL-10007    | - 【TATSURO YAMASHITA MOON CASSETTE COLLECTION】 - 2025年リマスタリング音源使用の“2025 Edition”、完全生産限定。山下達郎自身によるライナー付き。カセット全6タイトル購入者応募抽選特典「豪華カセット収納ケース」抽選応募用シリアルコード封入。    |